# Гудели
Гуделѝ или Гу̀дьова махала (на гръцки: Βαμβακούσσα, Вамвакуса, до 1926 година Γκούντελη, Гудели) е село в Република Гърция, дем Сяр, област Централна Македония с 368 жители (2001).

## География
Селото се намира в Сярското поле, южно от град Сяр, близо до левия бряг на Струма.

## История

### Етимология
Според Йордан Н. Иванов името е от личното име Гудьо, което се потвърждава от местната легенда, че Гудьо е първият дощъл да работи тук при почистване на земите от ормани; след това той привлякал и други работници от съседните села.

### В Османската империя
През XIX век и началото на XX век Гудели е чисто българско селище, числящо се към Сярската каза на Османската империя.
В 1889 година Стефан Веркович пише:
| „ | Гуде махалеси или Гудили: чифлик, 1 църква, жителите са българи; отстои на 2 часа от Нигрита. | “ |

В 1891 година Георги Стрезов пише за селото:
| „ | Гудели, село до Струма, на СЗ от Суха баня. От Сяр до Гудели 3 1/2 часа. Зиме го залива реката, та пътят става твърде мъчен. 50 къщи само българе. | “ |

Според известната статистика на Васил Кънчов („Македония. Етнография и статистика“) от 1900 година селото брои 360 жители, всички българи-християни.

### В Гърция
През Балканската война селото е освободено от части на българската армия, но остава в Гърция след Междусъюзническата война. В 20-те година в селото са заселени гърци бежанци от Турция. Според преброяването от 1928 година в селото има 45 бежански семейства и 185 души бежанци.
Около 1930 година на мястото на по-стар храм е построена църквата „Животворящ източник“.
| Име      | Име      | Ново име   | Ново име   | Описание                |
| -------- | -------- | ---------- | ---------- | ----------------------- |
| Харманка | Χαρμάγκα | Алонотопос | Άλωνότοπος | местност на Ю от Гудели |